# Parvoviridae
Parvoviridae je porodica DNK virusa koji uzrokuju bolesti kod kralježnjaka i kukaca. Virusi iz ove porodice su otkriveni 1960ih. Naziv porodice potječe od latinskog pridjeva parvus što znači malen, zbog toga što su virusi iz ove porodice jedni od najmanjih poznatih. 
Genom virusa sastoji se od jednolančane DNK
Prvi otkriveni virus iz ove skupine je Parvovirus B19 uzročnik bolesti eritema infekciozum kod djece. U ostalih životinja ova skupina virusa uzrokuje infekciju psećim parvovirusom u pasa i virusom mačje panleukopenije u mačaka.
Pravovirusi se dijele u dvije potporodice:
- Potporodica Parvovirinae:
  - rod Parvovirus;
  - rod Erythrovirus; primjer: Parvovirus B19
  - rod Dependovirus;
  - rod Amdovirus;
  - rod Bocavirus;

- Potporodica Densovirinae:
  - rod Densovirus;
  - rod Iteravirus;
  - rod Brevidensovirus;
  - rod Pefudensovirus;